# Stortjärnen (Sorsele socken, Lappland, 727789-159541)
Stortjärnen är en sjö i Sorsele kommun i Lappland och ingår i Umeälvens huvudavrinningsområde. Sjöns area är 0,089 kvadratkilometer och den befinner sig 407 meter över havet.